# 구하연
구하연(2000년 ~)은 대한민국의 배우다.

## 방송
- 토정로맨스 (2021)
- 고디바SHOW (2021) - 최종 생존

## 도서
- 《여름과 연기》(테네시 윌리엄스) - 알마 역
- 《보통 맛》(최유안) - 낭독